# Aeroportul Ohio University
Aeroportul Ohio University (IATA: ATO, ICAO: KUNI, FAA LID: UNI) este un aeroport din Ohio, Statele Unite ale Americii ce deservește zona Athens⁠(d).
Situat la o altitudine de 233 m, aeroportul dispune de 1 pistă.

## Infrastructură

### Piste
Aeroportul dispune de o singură pistă. Pista 7/25 are suprafața de asfalt și dimensiunile 5.600 picioare × 100 picioare. 